# Pasta e fagioli
Pour les articles homonymes, voir Fagioli.
Les pasta e fagioli (pâte et haricots) sont une spécialité culinaire typique italienne dont il existe plusieurs variantes régionales,. Les ingrédients comprennent généralement des pâtes longues, des haricots, de l'ail, du bouillon, du saindoux, de l'huile, du céleri et, selon la variante, de la sauge, du romarin, du thym, du persil, de la marjolaine, du poivre, de la tomate, du jambon (généralement cru autrefois, typique de la tradition paysanne) ou du lard, ou de la couenne de porc (restes de la découpe du jambon ou du lard ; selon la tradition paysanne, « rien n'est gaspillé sur le porc »).
La région d'origine est incertaine, car il est considéré comme un plat typique de la cuisine de diverses régions, par exemple : Lazio, Campanie, Lombardie, Toscane, Piémont et Vénétie.

## Variantes

### Cuisines bolognaise et napolitaine
Dans la cuisine bolognaise, comme pour les pâtes cuites avec d'autres légumes secs, les pâtes sont cuites directement avec les légumes secs, plutôt que d'être bouillies séparément, avant d'être ajoutées aux haricots. Avec cette préparation, l'amidon des pâtes, qui serait perdu lors de l'égouttage des pâtes, est préservé. Ceci, ainsi que le brassage des pâtes, donne aux pâtes et aux haricots une sauce plus épaisse et plus crémeuse (azzeccato, en napolitain). Il est également courant d'utiliser les restes de pâtes et de haricots le lendemain de leur préparation en raison de leur excellente durée de conservation. Deux écoles de pensée préfèrent les pâtes et les haricots blancs ou à la sauce tomate.
L'utilisation de couenne (cotiche) ou de moules dans les pasta e fagioli est également populaire dans la cuisine napolitaine.

### Vallée del Sacco
La coutume de cuisiner les pâtes avec des haricots est très ancienne et typique de la vallée del Sacco. Les pasta e fagioli sont préparées avec des sagnes, une sorte de tagliatelles courtes faites d'eau douce et de farine ; elles sont cuites avec des haricots cannellini et une friture généralement composée de céleri, d'ail, de romarin et parfois de guanciale dans de l'huile d'olive. On dit que les sagnes existaient déjà à l'époque romaine, et que Cicéron en était friand, bien qu'il soit probable qu'une autre variété de haricot était utilisée à l'époque. Les haricots cannellini sautés de la même manière, mais sans pâtes, peuvent être versés sur des tranches de pain rassis pour faire une soupe ; dans ce cas, la chicorée est ajoutée aux haricots.